# North Eastern Railway, Storbritannien
North Eastern Railway var ett brittiskt järnvägsbolag bildat 1854. Bolagets huvudlinje utgjorde en del av den Anglo-Skotska länken "East Coast Main Line" mellan London och Edinburgh, genom att binda samman Great Northern Railway utanför Doncaster och North British Railway vid Berwick-upon-Tweed. Linjen finns kvar än idag som en del av East Coast Main Line mellan London och Edinburgh.
Även om bolaget främst trafikerade norra England hade NER en kort bana in i Roxburghshire i Skottland, med stationer i Carham och Sprouston på linjen Tweedmouth-Kelso. Vilket gjorde bolaget till det enda engelska järnvägsbolag som var ensam ägare till en bana i Skottland.
Vid årsskiftet 1922/23 gick North Eastern Railway samman med ett antal andra järnvägsbolag och bildade London and North Eastern Railway.
1. ↑  hämtat från: engelskspråkiga Wikipedia.[källa från Wikidata]